# Indien i olympiska vinterspelen 2018
Indien deltog i de olympiska vinterspelen 2018 i Pyeongchang, Sydkorea, med en trupp på två atleter (två män) fördelat på två  sporter.
Vid invigningsceremonin bars Indiens flagga av rodelåkaren Shiva Keshavan.